# Antoine Guépin

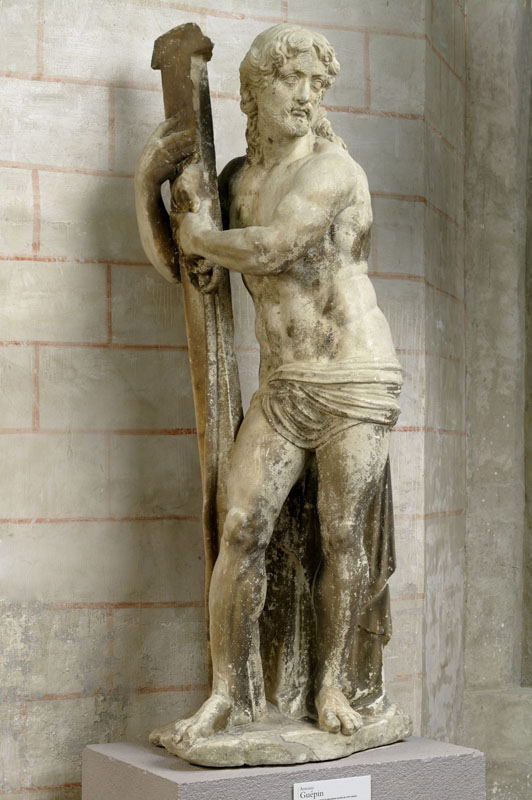
Christ tenant sa croix, œuvre d'Antoine Guépin conservée au musée des Augustins de Toulouse.

Antoine Guépin est un sculpteur français du XVIIe siècle. Il est le neveu de Pierre Affre, dont il reprend l'atelier à sa mort.